# Illiteracy Will Prevail (álbum)
Illiteracy Will Prevail es el único álbum de la banda de rock estadounidense Fecal Matter grabado en diciembre de 1985. Solo una pista de esta demo fue lanzada comercialmente, "Spank Thru", que fue incluida en el álbum recopilatorio Sliver: The Best of the Box.

## Antecedentes
Fecal Matter fue una banda estadounidense formada a finales de 1985, cuyos miembros fueron Kurt Cobain a la guitarra y vocales, Dale Crover en el bajo, y Greg Hokanson en la batería. Se sabe que con esta formación actuaron de teloneros de los Melvins, una de ellas fue en diciembre de 1985 en el Spot Tavern en Pacific Beach, WA. Fecal Matter se desintegró en 1986 con Buzz Osborne en el bajo y Mike Dillard en la batería, según la biografía de Michael Azerrad de Nirvana, Come As You Are: The Story of Nirvana; porque Kurt Cobain pensaba que Mike Dillard no se tomaba el proyecto en serio, y Buzz Osbourne se negó a comprar un amplificador para el bajo.

## Grabación
Después de que Greg Hokanson dejara al grupo, Kurt Cobain y Dale Crover fueron a la casa de la tía de Kurt Cobain en Seattle, y grabaron "Illiteracy Will Prevail", un demo de 7 canciones, en una grabadora de 4 pistas en diciembre de 1985. Dale Crover toco el bajo y la batería, mientras que Kurt Cobain tocó la guitarra y cantó.

## Lista de canciones
1. "Sound Of Dentage" 3:22
2. "Bambi Slaughter" 3:20
3. "Laminated Effect" 2:10
4. "Spank Thru" 3:46
5. "Class Of 86'" 4:24
6. "Blathers Log" 2:31
7. "Instramental" 1:41

- Datos: Q10301352